# Mycomya ibex
Mycomya ibex är en tvåvingeart som beskrevs av Vaisanen 1996. Mycomya ibex ingår i släktet Mycomya och familjen svampmyggor. Inga underarter finns listade i Catalogue of Life.